# Замок Лінча
Замок Лінча (англ. Lynch's Castle) — один із замків Ірландії, що стоїть в графстві Ґолвей. Це укріплений будинок, що збудований багатою родиною Лінч в XIV столітті, перебудований в XVI столітті, добудований в 1600 році для захисту від нападів вождів 14 ірландських кланів, що періодично загрожували їм на той час. Будинок прикрашений іспанськими декоративними мотивами, декоративними вікнами, гербом клану Лінч, ірландськими скульптурами химер, гербом короля Англії Генріха VII, гербом Фіцджеральда Кілдера. У замку є чудовий старовинний камін.
Родина Лінч була багатою родиною англо-норманського походження, що оселилася в Ірландії після англо-норманського завоювання цієї країни, люди з родини Лінч неодноразово були мерами міста Ґолвей. Один із цих мерів Джеймс Лінч Фіц-Стефен. Його син Волтер був винен у вбивстві іспанського моряка, що був мав якісь стосунки з однією з жінок родини Лінч. Це сталося у 1493 році. Тоді Джеймс Лінч Фіц-Стефен повісив свого сина без суду, в той час як всі люди міста відмовлялися брати у цьому участь. Відтоді вираз «суд Лінча» став синонімом самосуду. Стара в'язниця на Маркет-стріт в місті Ґолвей має чорну мармурову дошку, яка позначає місце цієї страти.
У замку Лінча нині знаходиться філія банку «Allied Irish Bank». У замку є невеликий музей, який можна відвідати. коли банк відкритий.